# Raymond Edward Brown
Raymond Edward Brown (22 de mayo de 1928 – 8 de agosto de 1998), fue un sacerdote católico estadounidense y un académico experto en exégesis bíblica de renombre mundial. Fue uno de los primeros académicos católicos en aplicar el método histórico-crítico a la Biblia. Se lo considera uno de los máximos especialistas sostenedores de la hipótesis de la llamada comunidad joánica, que se especula pudo haber contribuido en la autoría del Evangelio de Juan. Su producción bibliográfica abarcó 47 libros, 200 artículos y 108 comentarios. Algunas de sus obras, como El Evangelio según Juan en dos tomos (publicados por primera vez en inglés en 1966 y 1970), siguen siendo referencia obligada de todo estudio joánico, aún transcurridas más de cinco décadas desde su primera edición. En 1977 publicó El nacimiento del Mesías, y en 1994 La muerte del Mesías, libros que tratan sobre las bases históricas de la infancia y de la muerte de Jesús de Nazaret, respectivamente. Su rigurosidad impregnó toda su producción.

## Vida y legado

### Sus estudios y su trabajo con los rollos del Mar Muerto

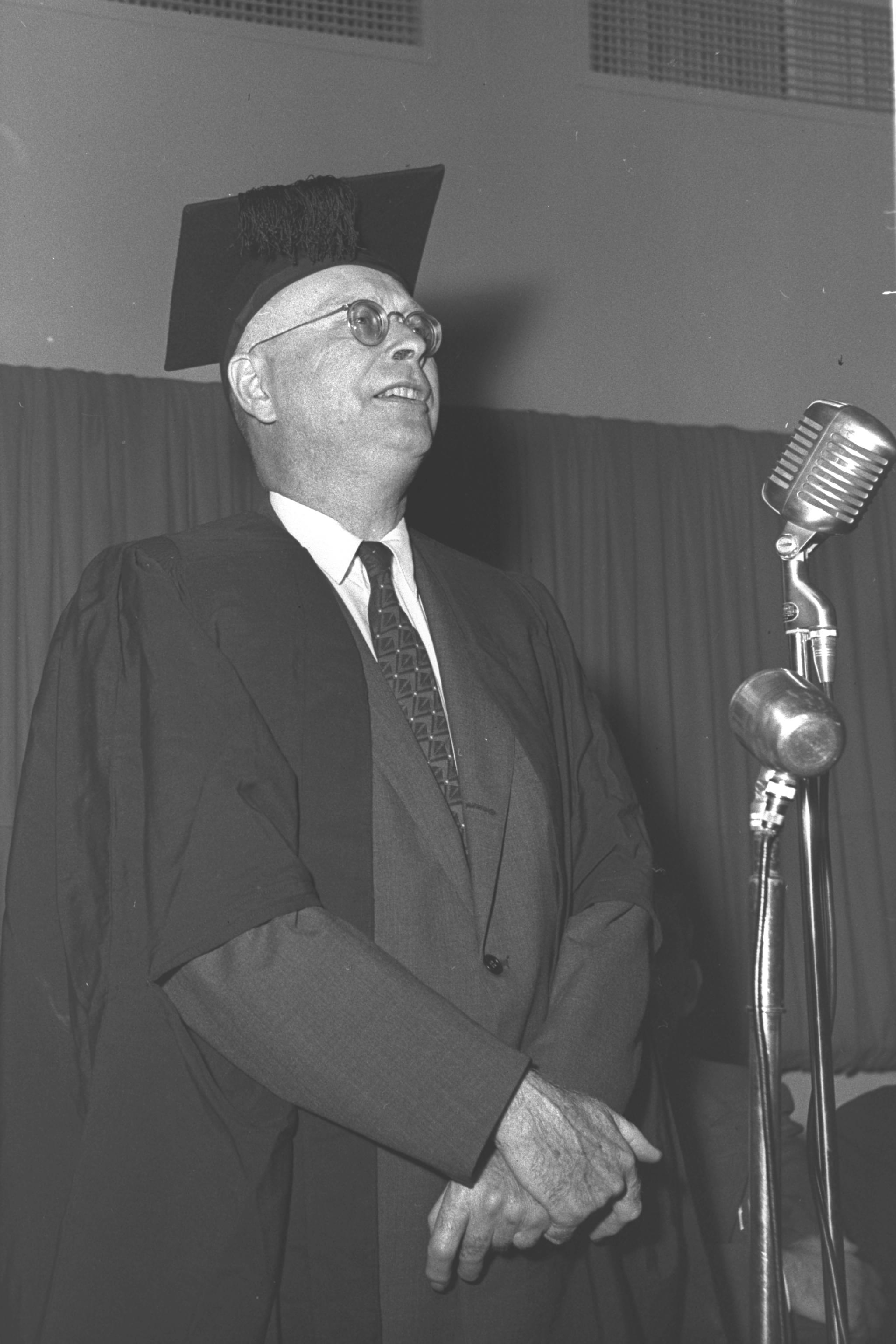
El arqueólogo William Foxwell Albright fue el mentor de Raymond E. Brown durante su doctorado en la Universidad Johns Hopkins en Baltimore.

Raymond E. Brown nació el 22 de mayo de 1928 en la ciudad de Nueva York, en 1951 se unió a la Compañía de Sacerdotes de San Sulpicio y en 1953 se ordenó como sacerdote en la diócesis de San Agustín. Fue licenciado en filosofía (Washington) y más tarde licenciado en Sagrada Escritura (Roma). Después de su ordenación, asistió a la Universidad Johns Hopkins en Baltimore (Maryland, EE. UU.) para estudiar con William Foxwell Albright, el reconocido arqueólogo bíblico y académico del Cercano Oriente. Obtuvo un doctorado en teología, y otro doctorado en lenguas semíticas (Baltimore, Maryland) en 1958. En la Universidad Johns Hopkins, Brown compartió clases con estudiantes protestantes y judíos, algo inusual entre los sacerdotes católicos de entonces.
En 1958-1959, trabajó en Jerusalén con los rollos del Mar Muerto, colaborando en la preparación de una concordancia de los textos no publicados. Regresó a Estados Unidos de América en 1959 para enseñar en St. Mary's Seminary en Baltimore, donde permaneció hasta 1971.

### El Concilio Vaticano II
Durante la sesión de 1963 del Concilio Vaticano II, se desempeñó como un asesor experto para el obispo Joseph Patrick Hurley. Raymond Brown fue uno de los primeros académicos católicos en aplicar el método histórico-crítico a la Biblia, método que investiga el origen, transmisión y desarrollo de un texto. Mientras que el método histórico-crítico era aplicado entre los protestantes del siglo XIX, la Iglesia católica mantuvo una actitud negativa ante esta forma de estudiar los textos bíblicos, debido a que los primeros promotores del método histórico-crítico, influenciados por el protestantismo y por el iluminismo, se mostraron contrarios a sus enseñanzas. Se debe a Marie-Joseph Lagrange (1855-1938), el fundador de la Escuela bíblica y arqueológica francesa de Jerusalén, haber aclarado en un artículo de 1907, que se puede utilizar el método histórico-crítico sin suscribir las tesis racionalistas de sus primeros promotores. En 1943, el Papa Pío XII publicó la Carta Encíclica Divino Afflante Spiritu donde incluyó directivas según las cuales los estudiosos católicos podrían investigar la Biblia desde el punto de vista histórico. Raymond Brown llamó a esta encíclica la «Carta magna de los progresos bíblicos». El Concilio Vaticano II refrendó el respaldo a los estudios críticos en su constitución dogmática Dei Verbum, lo que Brown sintió como una reivindicación a su postura.

### El Evangelio según Juany su trabajo como catedrático
Más allá de los artículos publicados en revistas especializadas, fue sin dudas su obra El Evangelio según Juan en dos volúmenes publicados en Estados Unidos de América en 1966 y 1970 la que terminó por consagrar a Raymond Brown como uno de los referentes mundiales en cuestiones joánicas. Más tarde escribió trabajos influyentes referidos al nacimiento y a la muerte de Jesús de Nazaret. Brown fue profesor en el Seminario Teológico de la Unión (STU) de la Ciudad de Nueva York, una entidad de carácter protestante en la cual enseñó desde 1971 hasta 1990, año a partir del cual siguió ofreciendo sus servicios en carácter de profesor emérito. Fue el primer profesor católico en dictar cátedra allí de forma permanente, ganando reputación por la calidad de sus conferencias. Un obituario publicado en The New York Times señala que Raymond E. Brown atraía a los estudiantes en gran número, llenando el salón de clases hasta rebosar.
El P. Brown fue considerado como el experto número uno en cuestiones joánicas en el mundo de habla inglesa. Cualquiera fuera su postura respecto de los temas en estudio, siempre citó ampliamente y sopesó los trabajos de los demás estudiosos, dándoles preferencias sólo según su discernimiento, y no según su mera predisposición.

### Miembro de la Pontificia Comisión Bíblica
El 27 de junio de 1971, en el marco de la reforma post-conciliar, el Papa Pablo VI, con el motu proprio Sedula cura (cf. Acta Apostolicae Sedis n. 63 [1971] 665-669) estableció nuevas normas para la organización y el funcionamiento de la Pontificia Comisión Bíblica con el fin de que su actividad resultara más fecunda para la Iglesia y mejor adaptada a la situación actual. Esta Carta apostólica marcó un giro radical por cuanto concierne al papel y la organización de la Comisión Bíblica. En 15 breves artículos se definió la nueva estructura: los Miembros ya no serían Cardenales asistidos por consultores, sino docentes de Ciencias bíblicas provenientes de varias escuelas y naciones, que se distingan por ciencia, prudencia y sentir católico respecto al Magisterio eclesiástico (art. 3). En el período 1972-1978, y nuevamente en 1996 y hasta su muerte, Raymond Brown fue nombrado para integrar esa renovada Pontificia Comisión Bíblica.
Raymond Brown ejerció su ministerio como sacerdote católico en la diócesis de Baltimore (Maryland, EE. UU.). Además, se desempeñó como presidente de la Asociación Bíblica Católica, de la Sociedad de Literatura Bíblica (1976-1977) y de la Sociedad de Estudios del Nuevo Testamento (1986 a 1987). Fue miembro de la Comisión «Fe y Constitución» del Consejo Ecuménico de las Iglesias.

### Críticas y reconocimientos
La posición de Raymond Brown a favor de la aplicación del método histórico-crítico para el estudio de la Biblia fue amargamente criticada por católicos conservadores.

En ese momento (1980) era objeto de un anuncio colocado por los Católicos en Defensa de la Verdad, con sede en Fullerton, criticando su selección como orador en el Congreso de Educación Religiosa en Anaheim. Brown —sostenía el grupo— tenía como práctica cuestionar verdades fundamentales de la fe católica y representaba “un espíritu de cisma de Roma en este país”.
Pero al dirigirse a unos 7000 maestros católicos en esa conferencia, Brown provocó repetidos aplausos cuando dijo: “La verdad siempre se complica por la envoltura humana en la que está encerrada. No es sólo un problema intelectual, sino uno que está en el corazón del evangelio mismo. No fueron los pecadores quienes rechazaron a Jesús; fueron los tipos de religiosos justos, quienes sentían que tenían todas las respuestas”.

Por el contrario, Joseph Ratzinger elogió a Raymond Brown en el marco de un congreso sobre Biblia e Iglesia desarrollado en Nueva York en 1988: «Estaría muy feliz si tuviéramos muchos exégetas como el padre Brown».
Reconocido ampliamente como uno de los académicos especialistas en Sagradas Escrituras más eminentes, se lo distinguió en vida con más de dos decenas de doctorados honoris causa de universidades estadounidenses y europeas, muchas de ellas protestantes. En un obituario se señala que era un hombre sencillo que guardaba poco cuidado por su posición o por el dinero (entregaba la mayor parte a la Sociedad de San Sulpicio). Aunque tomaba su trabajo muy en serio, tenía en privado un vivo sentido del humor. Fue distinguido con el Jerome Award (Premio Jerónimo) 1997, que se concede desde 1992 en reconocimiento a la «contribución excepcional y compromiso con la excelencia en la erudición que encarnan los ideales de la Catholic Library Association». El nombre del premio refiere a san Jerónimo de Estridón, doctor de la Iglesia y patrono de los bibliotecarios.

### Su fallecimiento
...no importa cuantas veces renovemos nuestra fe, existe la prueba suprema con la muerte. Ya sea la muerte de un ser querido o la propia muerte, es el momento en el que uno se da cuenta de que todo depende de Dios. Hemos sido cautelosos durante nuestra vida para protegernos con cuentas bancarias, tarjetas de crédito e inversiones, y para proteger nuestro futuro con planes de salud, seguros de vida, seguridad social y planes de jubilación. Sin embargo, llega un momento en el que ni el efectivo ni el "plástico" funcionan. Ningún apoyo humano va con uno a la tumba; y la compañía humana termina en la tumba. Uno entra solo.

A raíz de sus libros sobre el nacimiento de Cristo y la muerte de Cristo, se le preguntó constantemente si estaba planeando una trilogía, para concluir con un libro sobre la resurrección. Él siempre respondió enfáticamente que no tenía tales planes: «Prefiero explorar esa área cara a cara». Murió a causa de un ataque cardíaco en California en 1998. El cardenal Roger Michael Mahony lo recordó como el más distinguido y renombrado académico bíblico católico que dio EE. UU.

## Principales obras de Raymond Brown
- Comentario bíblico San Jerónimo, 1972. Madrid: Ediciones Cristiandad. Coeditor junto a Joseph A. Fitzmyer y Roland E. Murphy. (Tomo I-II, 886 y 766 pp, ISBN 84-7057-114-1), (Tomo III-IV, 638 y 605 pp, ISBN 84-7057-117-6), (Tomo V, 956 pp. ISBN 84-7057-118-4). Título original: The Jerome Biblical Commentary; existe una nueva edición llamada New Jerome Biblical Commentary, 1990).
- Jesús, Dios y hombre, 1973. Santander: Editorial Sal Terrae, 143 pp. ISBN 84-293-0935-7. Título original: Jesus: God and Man: Modern Biblical Reflections.
- El evangelio según Juan (2 vols.), 1979. Madrid: Ediciones Cristiandad, 1719 pp. ISBN 84-7057-427-2. Título original: The Gospel according to John.
- Evangelio y epístolas de san Juan, 1979. Santander: Editorial Sal Terrae. ISBN 84-293-0032-5. Título original: New Testament Reading Guide. The Gospel of St. John and the Johannine Epistles.
- El Nacimiento del Mesías: Comentario a los Relatos de la Infancia, 1982. Madrid: Ediciones Cristiandad, 620 pp. ISBN 84-7057-302-0. Título original: Birth of the Messiah.
- María en el Nuevo Testamento: una Evaluación Conjunta de estudiosos católicos y luteranos, 1982 (1ª ed., 4ª imp.). Salamanca: Ediciones Sígueme, 304 pp. Coeditor junto con K.P. Donfried, J.A. Fitzmyer y J. Reumann. ISBN 84-301-0881-5. Título original: Mary in the New Testament: A Collaborative Assessment by Protestant and Roman Catholic Scholars.
- Las Iglesias que los Apóstoles nos dejaron, 1998 (1a ed., 9a reimpr.). Editorial Desclee de Brouwer, S.A., 206 pp. ISBN 978-84-330-0691-2. Título original: The Churches the Apostles left behind.
- La Comunidad del Discípulo Amado, 1996 (4a. ed.). Salamanca: Ediciones Sígueme, 204 pp. ISBN 978-84-301-0898-5. Título original: The Community of the Beloved Disciple.
- 101 Preguntas y Respuestas sobre la Biblia, 1996 (1ª ed., 4ª imp.). Salamanca: Ediciones Sígueme, 160 pp. ISBN 978-84-301-1304-0. Título original: Responses to 101 Questions on the Bible.
- Introducción a la Cristología del Nuevo Testamento, 2001. Salamanca: Ediciones Sígueme, 256 pp. ISBN 978-84-301-1325-5. Título original: An Introduction to New Testament Christology.
- Introducción al Nuevo Testamento, 2 volúmenes, 2002. Madrid: Editorial Trotta, 1131 pp. ISBN 84-8164-537-0. Título original: An Introduction to the New Testament.
- La muerte del Mesías. Desde Getsemaní hasta el Sepulcro, 2 tomos, 2005 y 2006. Pamplona (Navarra): Editorial Verbo Divino. ISBN 84-8169-485-1. Título original: The Death of the Messiah.
- Para que tengáis vida: A solas con Juan Evangelista, 2002 (en coautoría con Ronald D. Witherup). Santander: Editorial Sal Terrae, 144 pp. ISBN 978-84-293-1427-4. Título original: John the Evangelist: That you may have Life.
- Cristo en los Evangelios del Año Litúrgico, 2010. Santander: Editorial Sal Terrae, 552 pp. ISBN 978-84-293-1887-6. Título original: Christ in the Gospels of the Liturgical Year.